# House (Nuevo México)
House es una villa ubicada en el condado de Quay en el estado estadounidense de Nuevo México. En el Censo de 2010 tenía una población de 68 habitantes y una densidad poblacional de 28,73 personas por km².

## Geografía
House se encuentra ubicada en las coordenadas 34°38′58″N 103°54′14″O / 34.64944, -103.90389. Según la Oficina del Censo de los Estados Unidos, House tiene una superficie total de 2.37 km², de la cual 2.37 km² corresponden a tierra firme y (0%) 0 km² es agua.

## Demografía
Según el censo de 2010, había 68 personas residiendo en House. La densidad de población era de 28,73 hab./km². De los 68 habitantes, House estaba compuesto por el 100% blancos, el 0% eran afroamericanos, el 0% eran amerindios, el 0% eran asiáticos, el 0% eran isleños del Pacífico, el 0% eran de otras razas y el 0% pertenecían a dos o más razas. Del total de la población el 11.76% eran hispanos o latinos de cualquier raza.